# فوركان كوركماز
فوركان كوركماز (بالتركية: Furkan Korkmaz)‏ مواليد 24 يوليو 1997 في إسطنبول، تركيا، هو لاعب كرة سلة تركي. بدأ مسيرته الاحترافية في سنة 2013. تم اختياره من قبل فريق فيلادلفيا سفنتي سيكسرز خلال الدرافت. يحمل الرقم 22. يبلغ طوله 6 قدم 7.5 بوصة (2.0 م). لعب مع نادي أنادولو إفيس لكرة السلة في الدوري التركي لكرة السلة.

## الإنجازات
- كأس تركيا لكرة السلة (2): 2014–15، 2017
- كأس رئيس تركيا لكرة السلة: 2015

## إحصائيات المسيرة

### الدوري الأوروبي
| السنة   | الفريق                       | لعب | بدأ | دقيقة | ميداني% | ثلاثية | حرة  | ارتداد | صنع | استلاب | تصدي | نقطة | أداء |
| ------- | ---------------------------- | --- | --- | ----- | ------- | ------ | ---- | ------ | --- | ------ | ---- | ---- | ---- |
| 2014–15 | نادي أنادولو إفيس لكرة السلة | 19  | 1   | 10.4  | .408    | .414   | .789 | 1.4    | .8  | .6     | .2   | 3.5  | 3.8  |
| المسيرة |                              | 19  | 1   | 10.4  | .408    | .414   | .789 | 1.4    | .8  | .6     | .2   | 3.5  | 3.8  |

## روابط خارجية
- فوركان كوركماز على موقع الاتحاد الدولي لكرة السلة (الإنجليزية)
- فوركان كوركماز على موقع الدوري الأوروبي لكرة السلة (الإنجليزية)
- فوركان كوركماز على موقع إن بي أي (الإنجليزية)
- فوركان كوركماز على موقع سبورتس رفرنس (الإنجليزية)
- فوركان كوركماز على موقع كرة السلة الأوروبية.كوم (الإنجليزية)
- فوركان كوركماز على موقع DraftExpress.com (الإنجليزية)
- فوركان كوركماز على موقع إي إس بي إن.كوم (الإنجليزية)
- فوركان كوركماز على موقع ريلجم (الإنجليزية)
- فوركان كوركماز على موقع بروبوليرز (الإنجليزية)
- فوركان كوركماز على موقع سبورتس رفرنس (الإنجليزية)